# Маклаков, Иван Викторович
Иван Викторович Маклаков (1976—1995) — военнослужащий внутренних войск Министерства внутренних дел Российской Федерации, рядовой, погиб при исполнении служебных обязанностей во время Первой чеченской войны, кавалер ордена Мужества (посмертно).

## Биография
Иван Викторович Маклаков родился 26 декабря 1976 года в городе Новокузнецке Кемеровской области. В 1991 году он окончил среднюю школу № 78 в родном городе, в 1994 году — Новокузнецкое профессиональное училище № 88, получив специальность повара. В 1994 году Маклаков был призван на службу во внутренние войска Министерства внутренних дел Российской Федерации. Служил в составе Отдельной дивизии оперативного назначения имени Ф. Э. Дзержинского, будучи бойцом разведывательной роты. В декабре 1994 года, в преддверии начала операции по восстановлению конституционного порядка на территории Чеченской Республики, эта рота была направлена в Дагестан.
Маклаков принимал активное участие в боях против незаконных вооружённых формирований сепаратистов. 1 апреля 1995 года в районе города Хасавюрта Республики Дагестан при выполнении очередного боевого задания разведывательная группа, в составе которой он находился, попала в засаду боевиков. Маклаков в это время находился в головном бронетранспортёре, который подорвался на мине. Товарищи сумели вытащить его из транспорта, но спасти Маклакова не удалось — ранения, полученные при взрыве и пожаре, оказались смертельными.
Похоронен на Байдаевском кладбище города Новокузнецка Кемеровской области.
Указом Президента Российской Федерации от 25 августа 1995 года рядовой Иван Викторович Маклаков посмертно был удостоен ордена Мужества.

## Память
- В честь Маклакова названа улица в Новокузнецке[2].
- Имя Маклакова присвоено профессиональному училищу № 88 в Новокузнецке. В музее при училище экспонируются его награды и личные вещи[3].
- Мемориальная доска установлена на здании профессионального училища (ныне — техникум) в Новокузнецке.
- Имя Маклакова увековечено на памятнике погибшим в локальных конфликтам в Новокузнецке.